# La Veracruz
La Veracruz är en ort i Mexiko.   Den ligger i kommunen Cadereyta de Montes och delstaten Querétaro Arteaga, i den centrala delen av landet, 170 km norr om huvudstaden Mexico City. La Veracruz ligger 2 496 meter över havet och antalet invånare är 152.
Terrängen runt La Veracruz är bergig söderut, men norrut är den kuperad. La Veracruz ligger uppe på en höjd. Runt La Veracruz är det ganska glesbefolkat, med 39 invånare per kvadratkilometer. Närmaste större samhälle är Canoas, 1,6 km nordväst om La Veracruz. I omgivningarna runt La Veracruz växer huvudsakligen savannskog.